# JR長瀨站
34°39′0.16″N 135°34′13.16″E / 34.6500444°N 135.5703222°E
JR長瀨站（日语：／ Jeiāru-nagase eki */?）位於日本大阪府東大阪市長瀨町三丁目，是西日本旅客鐵道（JR西日本）大阪東線的鐵路站，車站編號是JR-F12。位處府道大阪八尾線交叉口的北面。
本站開業時是大阪東線内唯一一個不靠近其他鐵路線和鐵路站的車站。2018年3月17日，本站 - 新加美站間的衣摺加美北站開業。
大阪東線的中途站均導入了車站色系，其中本站的顔色是粉紅色。

## 歷史
大阪東線是「城東貨物線」（確切地說是片町線的貨運支綫）旅客線化改造而成的客運線；貨運線本來是單線，本站附近設有蛇草信號場。
計劃階段的臨時站名是「柏田站」，周邊地區地名為「長瀨」，站名冠上「JR」以便與近鐵大阪線的長瀨站區分開來。
- 1943年10月1日 - 蛇草信号場開設。
- 2003年9月11日 - 受城東貨物線旅客線化工程影響，蛇草信号場廢止。
- 2008年3月15日 - 伴隨大阪東線放出站 - 久宝寺站之間部分的路段開業。
- 2018年3月17日 - 導入車站編號。
- 2019年3月16日 - 隨大阪東線延伸至新大阪，編入成為大阪市内站[4]。

## 車站構造

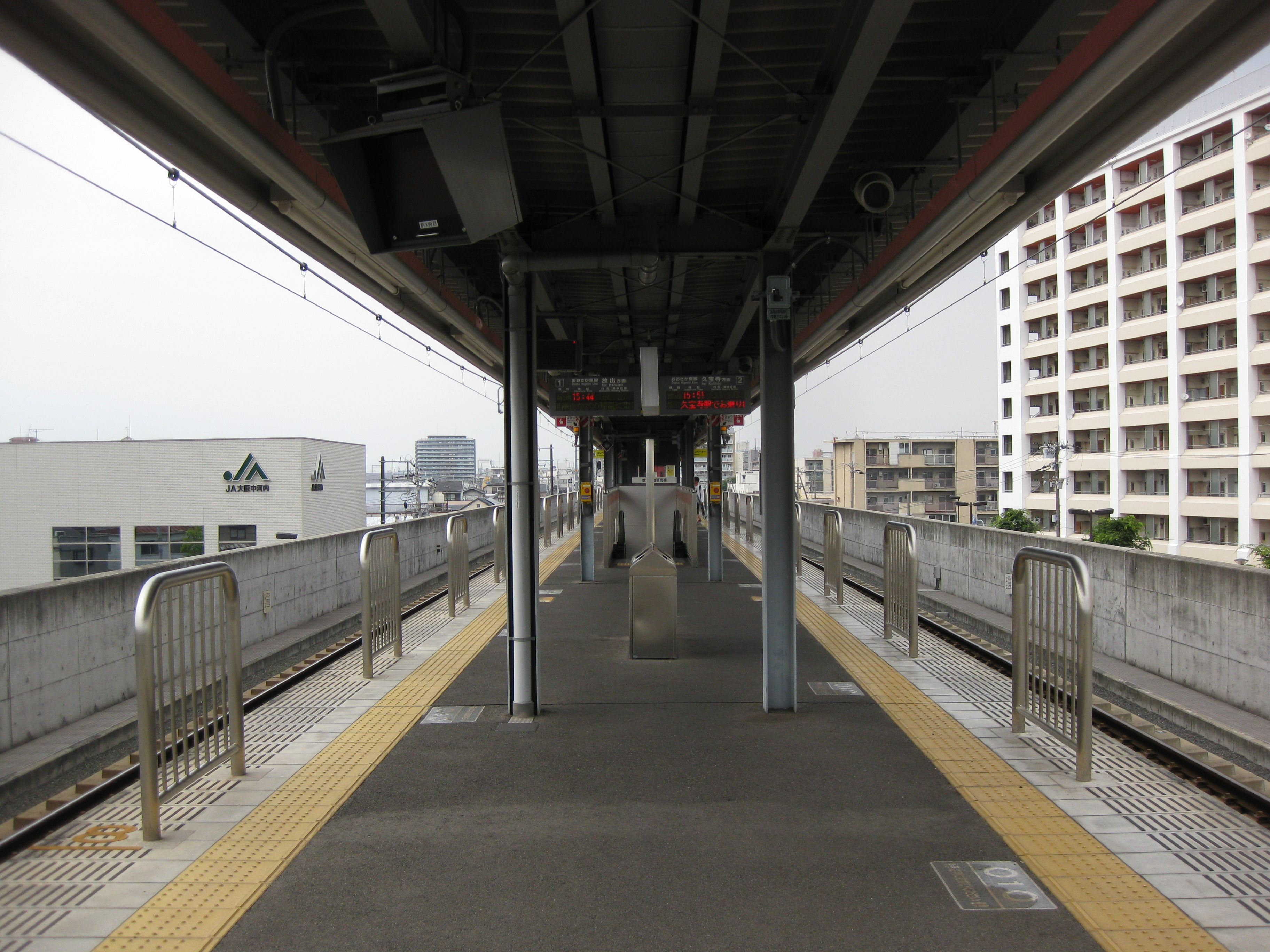
月台

側式月台，2面2線的高架車站，月台長度可對應8輛編成列車。本站沒有轉轍器或信號機，所以被分類為停留所。出入閘口位於地面層，設有一台升降機、和上下行各1部共2部扶手電梯連接月台。車站東西兩側設有站前廣場。本站以「長瀨川的小溪流水」為設計概念。
由放出站管理，車站業務委托予JR西日本交通服務，一部分時間無人駐守。出入閘機、售票機、精算機附近設有内綫電話，在無人駐守的時間帶可與呼叫中心的操作員聯絡，並由操作員遠程控制各種設備。本站沒有設置綠窗口，出入閘口的職員窗口亦不售票；改爲設置了綠色售票機。
本站開業至今不設吸烟區，車站終日全面禁煙。

### 月台配置
| 月台 | 路線     | 目的地           |
| ---- | -------- | ---------------- |
| 1    | 大阪東線 | 放出、新大阪方向 |
| 2    | 大阪東線 | 久宝寺方向       |

## 使用情況
2018年（平成30年）度1日平均上車人次為3,048人。
開業後1日平均上車人次如下表。
| 年度               | 1日平均 上車人次 | 來源     |
| ------------------ | ---------------- | -------- |
| 2008年（平成20年） | 1,919            | [ * 1 ]  |
| 2009年（平成21年） | 2,247            | [ * 2 ]  |
| 2010年（平成22年） | 2,446            | [ * 3 ]  |
| 2011年（平成23年） | 2,621            | [ * 4 ]  |
| 2012年（平成24年） | 2,802            | [ * 5 ]  |
| 2013年（平成25年） | 2,948            | [ * 6 ]  |
| 2014年（平成26年） | 2,987            | [ * 7 ]  |
| 2015年（平成27年） | 3,101            | [ * 8 ]  |
| 2016年（平成28年） | 3,212            | [ * 9 ]  |
| 2017年（平成29年） | 3,314            | [ * 10 ] |
| 2018年（平成30年） | 3,048            | [ * 11 ] |

## 車站周邊
大阪東線同時開業的JR河内永和站、JR俊德道站兩站均可與近鐵同名站進行轉乘；而本站離近鐵大阪線長瀨站的直線距離約700米。
本站附近高架橋下設有收費自行車停放處。
- LIFE 太平寺店
- 東大阪市立柏田小学校
- 東大阪市立長瀨西小学校
- 東大阪市立太平寺小学校
- 東大阪市立柏田中学校
- 大阪市立巽東小学校
- 大阪市立新生野中学校
- 大阪府立生野支援学校
- 大阪府立勝山高等学校
- 近畿大学
- 長瀨神社
- 東大阪市營長瀨靈園･齋場
- 長瀨川
- 巽東綠地
- 波牟許曾神社

## 相鄰車站

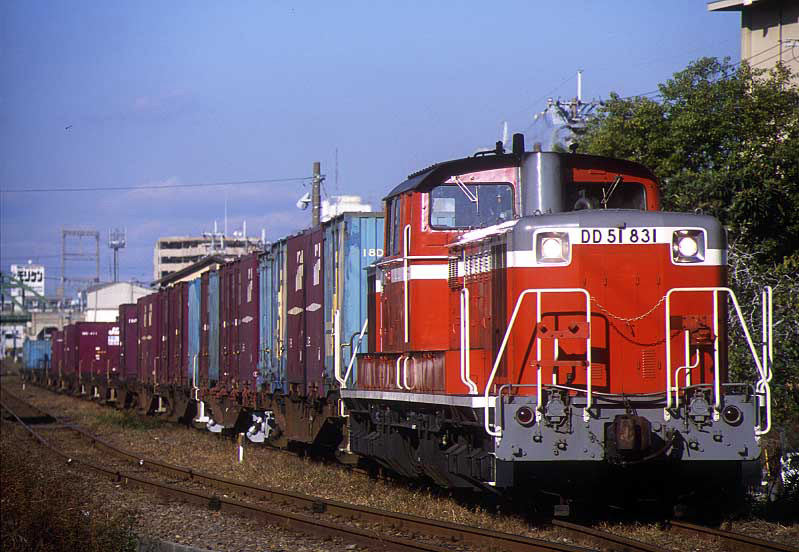
通過蛇草信号場的貨物列車（2001年撮影）

### 蛇草信号場
西日本旅客铁道
片町線（貨物支線）
放出－俊德道信号場－蛇草信号場－平野

### JR長瀨站
西日本旅客鐵道
 大阪東線
■直通快速
通過
■普通
JR俊德道（JR-F11）－JR長瀨（JR-F12）－衣摺加美北（JR-F13）

### 使用情況
1. ↑  大阪府統計年鑑 （页面存档备份，存于） - 大阪府
2. ↑  東大阪市統計書 （页面存档备份，存于） - 東大阪市

大阪府統計年鑑
1. ↑  大阪府統計年鑑（平成21年）PDF
2. ↑  大阪府統計年鑑（平成22年）PDF
3. ↑  大阪府統計年鑑（平成23年）PDF
4. ↑  大阪府統計年鑑（平成24年）PDF
5. ↑  大阪府統計年鑑（平成25年）PDF
6. ↑  大阪府統計年鑑（平成26年）PDF
7. ↑  大阪府統計年鑑（平成27年）PDF
8. ↑  大阪府統計年鑑（平成28年）PDF
9. ↑  大阪府統計年鑑（平成29年）PDF
10. ↑  大阪府統計年鑑（平成30年）PDF
11. ↑  大阪府統計年鑑（令和元年）PDF

## 外部連結
- JR長瀨｜車站資訊：JR出門網 - 西日本旅客鐵道